# Stadtbahn Dallas
Die Stadtbahn Dallas oder DART Stadtbahn, in Englisch DART Light Rail oder mit vollem Namen Dallas Area Rapid Transit Light Rail ist ein Stadtbahnsystem in der texanischen Stadt Dallas und umliegenden Gemeinden. Als eines der ersten Stadtbahnsysteme nach der Renaissance der Straßenbahnen ermöglicht es einen schienengebundenen Pendlerverkehr in die Innenstadt von Dallas, wohin alle Linien führen. Errichtet und betrieben wird es vom Nahverkehrsunternehmen Dallas Area Rapid Transit (DART), das zu diesem Zweck gegründet worden war.
Das System besteht aus bisher vier Linien (Stand 2019). Die Red Line und Blue Line (Rote Linie und Blaue Linie) wurden in den 1980er Jahren geplant und nachfolgend immer weiter ins Umland verlängert. In den 2000er Jahren begann die Errichtung der Green Line und Orange Line (Grüne Linie und Orange Linie) einschließlich einer direkten Anbindung des Flughafens. Das System wird weiter ausgebaut, insbesondere ist eine zweite Strecke durch die Innenstadt geplant, die voraussichtlich als Tunnel errichtet wird. Bisher teilen sich alle Linien eine Stammstrecke zwischen den Hochhäusern des Geschäftsviertels von Dallas (Central Business District).

## Geschichte
Nach der Abschaffung der meisten Straßenbahnen in den USA in der Mitte des 20. Jahrhunderts kam der öffentliche Personennahverkehr mit Bussen an die Grenzen seiner Kapazität in den Innenstädten. Auch in Dallas wurden daher Überlegungen angestellt, wie der Pendlerverkehr aus den umliegenden Gemeinden mit Zügen neu organisiert werden könnte. In den ersten Planungen hatte man noch ein 160 Meilen (257,5 km) langes Netz vorgesehen, aber nach einem Referendum 1983 war entschieden, dass die Gemeinden Duncanville, Grand Prairie und Mesquite keinen Anschluss haben wollen. Das Referendum 1987 zur Finanzierung beschränkte sich damit auf 93 Meilen (149,7 km), die mit Stadtbahnwagen betrieben werden sollten. Nach zahlreichen Gegenanträgen zur Finanzierung und der Klärung anhängiger Gerichtsverfahren konnte 1990 der erste Spatenstich erfolgen.
Im Juni 1996 konnte dann der Betrieb aufgenommen werden. Zum Erstaunen der Stadtregierung wurde das Nahverkehrssystem sehr gut angenommen, die Passagierzahlen lagen von Anfang an deutlich über den Prognosen. 1996 war auch das letzte Mal, dass man in einigen Vororten von Dallas noch versuchte, mit einem Gegenreferendum den Anschluss zu verhindern, was jedoch von der Bevölkerung abgewiesen wurde.
Das Startsystem umfasste die Red Line und Blue Line. Am 14. Juni 1996 konnten 32 km in Betrieb genommen werden, wobei die Red Line an der Westmoreland Road begann, die Blue Line von Illinois, die sich dann Westend trafen und zur Endstation Pearl Street am anderen Ende der Innenstadt fuhren. Im Januar 1997 wurde dann die Red Line östlich nach Park Lane verlängert, wobei zur Mockingbird Lane ein Tunnel gebaut worden war. Die Blue Line endete dabei weiter an der Pearl Street. Diese wurde dann am 31. Mai 1997 in die andere Richtung zum Ledbetter Drive verlängert.
Zusammen mit der Stadtbahn hatte DART auch den Trinity Railway Express entwickelt, der sich auf vorhandenen Gleisen der Güterbahnen in Richtung Westen entwickelte. Das erste Teilstück wurde am 30. Dezember 1996 in Betrieb genommen, führte allerdings nur bis Irving. Erst am 18. September 2000 wurde bis Richland Hills verlängert, womit der Dallas-Fort-Worth-Flughafen einen direkten Anschluss erhielt, wenn man von der Stadtbahn an der Dallas Union Station (von der Blue Line) umstieg.
Am 18. Dezember 2000 wurde im Tunnel zwischen Pearl und Mockingbird die unterirdische Station Cityplace (heute Cityplace/Uptown) in Betrieb genommen, mit direktem Zugang zum Tower at Cityplace (einem 171-m-Hochhaus), das seit 1988 dort existierte.
Am 28. Juli 2001 wurde die Station Victory eröffnet und erlaubte dann auch einen Umstieg direkt von der Red Line in den Trinity RE. Am 3. Dezember 2001 erreichte der Trinity RE dann die Innenstadt von Fort Worth, womit man eine schienengebundene Verbindung von dort bis in die Innenstadt von Dallas mit deren Stadtbahn hatte.
Schon ab 1999 hatte man außerdem an den Verlängerungen der Linien in die Vororte gearbeitet. Am 24. Dezember 2001 wurde die Verlängerung der Blue Line von Mockingbird bis nach White Rock in Betrieb genommen. Am 6. Mai 2002 erreichte die Blue Line dann die Station LBJ/Skillman außerhalb der LBJ-Ringautobahn (Lyndon B. Johnson Freeway). Kurz darauf am 1. Juli 2002 wurde dann die Verlängerung der Red Line von Park Lane nach Galatyn Parkway in Betrieb genommen, womit erstmals ein Vorort (Richardson) außerhalb der Stadtgrenzen von Dallas angeschlossen wurde. Am 18. November 2002 wurde auch die Blue Line zum Vorort Garland verlängert, mit zwei Station von LBJ über Forest/Jupiter nach Downtown Garland. Am 9. Dezember 2002 konnte ein halbes Jahr eher als erwartet die Red Line bis Plano in Betrieb genommen werden, womit diese Linie ihren Endzustand erreicht hatte.

### Plan 2030
Im Oktober 2006 legte der Verwaltungsrat von DART einen Plan mit Fernzielen vor, den sie „2030 Transit System Plan“ nannten, oder kurz „2030 Plan“ als Update zum Transit System Plan von 1995, dass einen Horizont bis 2010 hatte. Darin wurden die weiteren Möglichkeiten des Ausbaus des Nahverkehrs beschrieben, einschließlich neuer Strecken der Stadtbahn. Im Zuge der Finanzkrise 2007 wurden aber eine Reihe von Einsparungen vorgenommen, sodass ein Großteil der Vorschläge nicht mehr verfolgt wird.
Übrig blieben jedoch die schon beschlossene Errichtung einer Green Line und einer Orange Line (frei übersetzt „Grüne Linie“ und „Orange Linie“), für die man am 3. Juli 2006 Fördermittel des Bundes bewilligt bekommen hatte. Die 700 Millionen Dollar sollten helfen, einen Teil der geschätzten 2,5 Milliarden Dollar schweren Kosten zu tragen, womit die Stadtbahn zur doppelten Größe heranwachsen sollte. In den alten Planunterlagen bezog man sich dabei auf die „Orange Line“ und die „Purple Line“. Mit der Farbe Grün war damals noch der Trinity RE in den Karten eingezeichnet.
Am 14. September 2009 wurde die Green Line von der Innenstadt bis zur Station Fair Park in Betrieb genommen. Fair Park ist ein Erholungsgebiet als Überbleibsel der Weltausstellung 1936 (Texas Centennial Exposition) und diese Stummelstrecke wird bei Veranstaltungen mit Sonderfahrten der Stadtbahn zusätzlich bedient. Zu jenem Datum im September 2009 begann die State Fair of Texas, das US Volksfest von Dallas. Die eigentliche Eröffnung der Green Line erfolgte am 6. Dezember 2010 auf voller Länge.
Am 3. Dezember 2012 wurde die Verlängerung der Blue Line bis Downtown Rowland in Betrieb genommen, dass sich um einiges weiter entfernt als Downtown Garland befindet. In der anderen Richtung gibt es für die Blue Line im Plan 2030 mehrere Vorschläge, die bei Ledbetter abzweigen und entlang der Bonnie View Road weiterführen.
Die ersten Stationen auf der Orange Line wurden ab dem 30. Juli 2012 bedient. Irving wurde am 3. Dezember 2012 erreicht. Und die Erweiterung zum Flughafen eröffnet am 14. August 2014. Mit dann erreichten 150 Kilometer Strecke ist die Stadtbahn eines der längsten Light-Rail-Transit-Systeme in den USA. Insgesamt kostete die Errichtung über zwanzig Jahre etwa 5 Milliarden US-Dollar.
Seit Januar 2019 kann am Flughafen von der Orange Line zu TEXRail umgestiegen werden. Damit besteht eine zweite Bahnverbindung neben dem TRE zwischen Dallas und Fort Worth.

### D2-Innenstadttunnel
| \| \| \| Victory (mit Trinity RE) \| \| \| \| \| \| \| \| \| \| Museum Way \| \| \| \| \| West End // Akard \| \| \| \| \| Metro Center \| \| \| \| \| Commerce Street \| \| \| \| \| CBD East \| \| \| \| \| \| \| \| \| \| Deep Ellum \| \| \| \| \| Baylor Medical \| \| |  |                          |                          |
| U-Bahn-Bahnhof |  | Victory (mit Trinity RE) | Victory (mit Trinity RE) |
| U-Bahn-Abzweig geradeaus und ehemals nach halblinks |  |                          |                          |
| U-Bahn-Strecke von halblinks · U-Bahn-Haltepunkt / Haltestelle (Strecke außer Betrieb) |  | Museum Way               | Museum Way               |
| U-Bahn-Haltepunkt / Haltestelle links · U-Bahn-Kreuzung (Strecke geradeaus außer Betrieb) (im Tunnel) · U-Bahn-Haltepunkt / Haltestelle |  | West End // Akard        | West End // Akard        |
| U-Bahn-Haltepunkt / Haltestelle (im Tunnel) · U-Bahn-Strecke |  | Metro Center             | Metro Center             |
| U-Bahn-Haltepunkt / Haltestelle (Strecke außer Betrieb) (im Tunnel) · U-Bahn-Strecke |  | Commerce Street          | Commerce Street          |
| U-Bahn-Haltepunkt / Haltestelle (Strecke außer Betrieb) (im Tunnel) · U-Bahn-Strecke |  | CBD East                 | CBD East                 |
| U-Bahn-Strecke nach links (außer Betrieb) (im Tunnel) · U-Bahn-Abzweig geradeaus, ehemals nach rechts und ehemals von rechts |  |                          |                          |
| U-Bahn-Haltepunkt / Haltestelle |  | Deep Ellum               | Deep Ellum               |
| U-Bahn-Haltepunkt / Haltestelle |  | Baylor Medical           | Baylor Medical           |

| \| \| \| Victory (mit Trinity RE) \| \| \| \| \| \| \| \| \| \| Museum Way \| \| \| \| \| West End // Akard \| \| \| \| \| Metro Center \| \| \| \| \| Government Center \| \| \| \| \| Farmers Market \| \| \| \| \| Deep Ellum \| \| \| \| \| \| \| \| \| \| Baylor Medical \| \| |  |                          |                          |
| U-Bahn-Bahnhof |  | Victory (mit Trinity RE) | Victory (mit Trinity RE) |
| U-Bahn-Abzweig geradeaus und ehemals nach halblinks |  |                          |                          |
| U-Bahn-Strecke von halblinks · U-Bahn-Haltepunkt / Haltestelle (Strecke außer Betrieb) |  | Museum Way               | Museum Way               |
| U-Bahn-Haltepunkt / Haltestelle links · U-Bahn-Kreuzung (Strecke geradeaus außer Betrieb) (im Tunnel) · U-Bahn-Haltepunkt / Haltestelle |  | West End // Akard        | West End // Akard        |
| U-Bahn-Haltepunkt / Haltestelle (im Tunnel) · U-Bahn-Strecke |  | Metro Center             | Metro Center             |
| U-Bahn-Haltepunkt / Haltestelle (Strecke außer Betrieb) · U-Bahn-Strecke |  | Government Center        | Government Center        |
| U-Bahn-Haltepunkt / Haltestelle (Strecke außer Betrieb) · U-Bahn-Strecke |  | Farmers Market           | Farmers Market           |
| U-Bahn-Strecke (außer Betrieb) · U-Bahn-Haltepunkt / Haltestelle |  | Deep Ellum               | Deep Ellum               |
| U-Bahn-Strecke nach links (außer Betrieb) · U-Bahn-Abzweig geradeaus, ehemals nach rechts und ehemals von rechts |  |                          |                          |
| U-Bahn-Haltepunkt / Haltestelle |  | Baylor Medical           | Baylor Medical           |

Mit der Erweiterung der Green Line 2009/2010 und dem Anschluss der Orange Line an den Flughafen 2014 ist das vorgesehene Netz im Wesentlichen abgeschlossen. Es gab jedoch schon in den 1990er Jahren eine Vereinbarung, dass beim Vollausbau des Netzes die Stammstrecke aller Linien durch Downtown Dallas erwartbar zu knapp wird, sodass bei Erreichen entsprechender Fahrgastzahlen der Bau einer zweiten Strecke durch die Innenstadt erfolgen soll. Diese zweite Strecke durch Downtown wird als „D2“ bezeichnet.
Die ersten D2-Planungen wurden im Frühjahr 2008 vorlegt, und zu den letzten Verlängerungen jeweils wieder diskutiert. 2015 sprach sich der Stadtrat für den Bau einer Strecke an der Oberfläche entlang der Jackson Street aus. Nach zahlreichen Protesten der Anwohner werden jedoch nun Varianten mit einem möglichen Tunnel diskutiert. Für die geschätzten Kosten von einer Milliarde US-Dollar existiert derzeit keine Finanzierung, auch da der Ausbau von Regiobahnen höher gewichtet wird (insbesondere der Cotton Belt Rail Line). Mit einem Bau des D2-Tunnels wird daher nicht vor 2025 gerechnet.
Die „Locally Preferred Alternative“ (LPA) der Anrainer ist die Grundlage der zweiten D2-Route, die von der Green Line hinter Victory (und noch vor Westend) abzweigt, und über die Lamar Street die Westseite der Innenstadt erreichen. In der Nähe von Westend kreuzt sie die alte Stammstrecke im Tunnel und führt dann südlicher unter der Young Street bis direkt vor das Rathaus der Stadt (Station Government Center). Dort könnte sie schon wieder an der Oberfläche liegen und jenseits des Autobahnanschlusses der Commerce Street wieder an die Green Line anschließen. Alternative Vorschläge sehen vor, die Bahn vollständig im Tunnel entlang einer der Hauptstraßen der Innenstadt (Main Street, Commerce Street) verlaufen zu lassen, und erst jenseits des Autobahnanschlusses eine Rampe zu errichten. Die Variante Commerce Street wurde 2017 vom Stadtrat bevorzugt.
Die Verfeinerung ergab bis September 2018, dass man in der Nähe der Rampen in offener Bauweise arbeitet, an großen kreuzenden Straßen dabei eine Deckelbauweise nutzt. An der ersten Station Metro Center kann die Tunnelbohrmaschine eingehoben werden, die an der letzten Station Central Business District / East Transit Center gewendet werden kann, die ebenfalls noch in offener Bauweise errichtet werden kann. Die Commerce Street wird tief unterfahren mit dem Bahnhof in etwa 60 Fuß (20 Metern) Tiefe. Auf Straßenebene kann dann die Verlängerung der Straßenbahn Dallas einen Übergang dort anbieten. Die östliche Rampe in der Nähe der Swiss Street ist noch unklar, sehr wahrscheinlich wird die Station Deep Ellum entfernt oder verlegt.

### Bahnsteig-Verlängerungen (Platform Extensions)

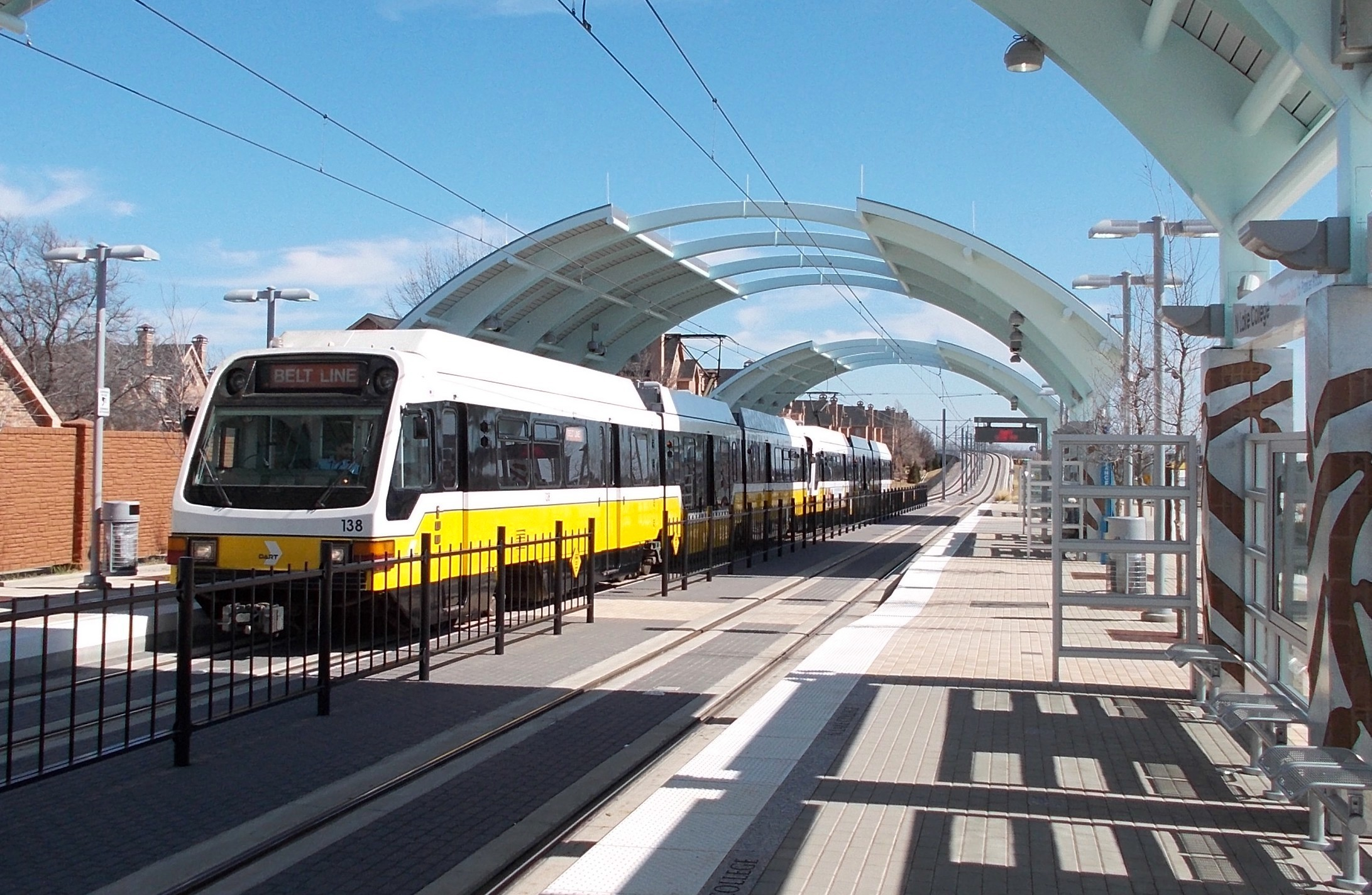
Eine Doppeltraktion SLRV am schon langen Bahnsteig des „NL College“ der Orange Line
(die Dachteile schützen jeweils den Zugang zu den barrierefreien Abteilen)

Um die gestiegenen Fahrgastzahlen zu bewältigen wird noch vor dem Bau des D2-Tunnels die Verlängerung der Bahnsteige in Angriff genommen, damit diese mit Dreifach-Traktion bedient werden können. Für den Umbau der betroffenen 28 Stationen der "Red Line" und der Blue Line  werden 129 Millionen US-Dollar veranschlagt. Die Planungen der sogenannten „Platform Extensions“ begannen 2014 und sind seit 2017 zur Ausführung freigegeben, mit einer Inbetriebnahme wird für 2022 gerechnet. Im März 2018 wurde die Firma Lockwood, Andrews & Newnam (LAN) mit dem Bau beauftragt. Die Bauarbeiten begannen im Juli 2019 und sollen bis August 2022 dauern.
Neben der Kapazitätserhöhung, die vor allem im Berufsverkehr helfen wird, erlaubt das Projekt auch bei den ältesten Strecken die Stationen für einen barrierefreien Zustieg auszustatten (für das niederflurige Mittelabteil der SLRV-Fahrzeuge mit 40 cm Bodenhöhe). Daher konnte die Finanzierung zur Hälfte aus dem Mobilitätsfonds des Staates Texas gesichert werden, fast die andere Hälfte konnte aus Bundesmitteln eingeworben werden, DART selbst trägt vor allem die Planungskosten von unter zehn Millionen Dollar.
Entsprechend wird in der ersten Phase eine Erhöhung der Bahnsteige um 20 cm (7,5 Inch) errichtet, sodass sie auf der gesamten Länge eine Höhe von 40 cm (15,5 Inch) aufweisen. In der zweiten Phase werden die Bahnsteige verlängert, die ursprünglich mit 91 Metern (300 Fuß) Länge errichtet wurden. Eine typische Station auf Straßenniveau hat dann Seitenbahnsteige mit 137 Metern (450 Fuß) Länge, von denen 117 Meter (385 Fuß) die Höhe für den barrierefreien Zugang aufweisen, und sich jeweils Rampen und Überwege anschließen.
Die Orange Line und die Green Line wurden schon bei der Errichtung mit langen Bahnsteigen ausgestattet. Diese konnten bisher jedoch nicht im regulären Taktfahrplan genutzt werden. Nur auf der Green Line wurden zu Zeiten des Volksfestes schon längere Züge als Einsetzer bis Fair Park eingesetzt. Die „Platform Extensions“ für die alten Linien sind übrigens schon bei der Planung in den 1980er Jahren vorgesehen gewesen, sodass hinreichend Platz für die Verlängerung der Bahnsteige reserviert wurde – damals allerdings mit Aussicht auf eine mögliche Vierfach-Traktion der LRV-Fahrzeuge, wobei nun deren Gesamtlänge mit einer Dreifach-Traktion der SLRV-Fahrzeuge erreicht wird. Hochliegende und Tunnelstationen wurden bereits beim Bau mit 120 Meter (400 Fuß) langen Bahnsteigen ausgestattet, die jedoch in der ersten Phase aufgrund der Treppen aufwändig angepasst werden müssen.

## Fahrzeuge

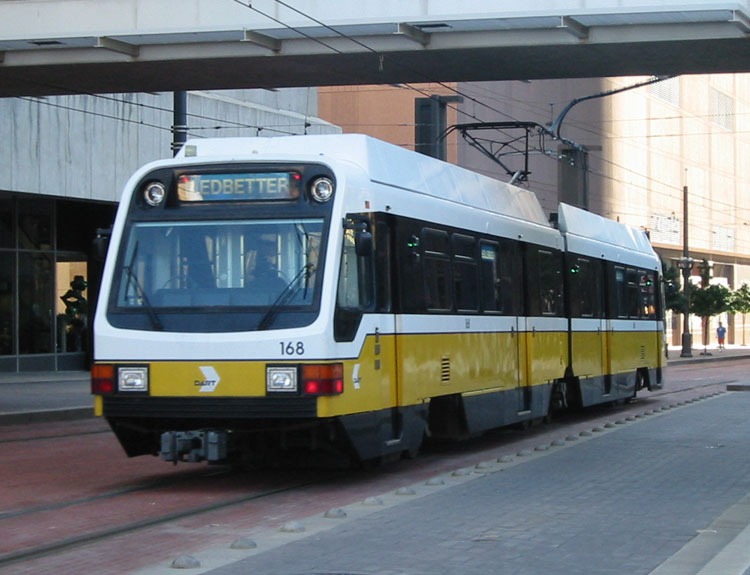
Zweiteiliger LRV 2004

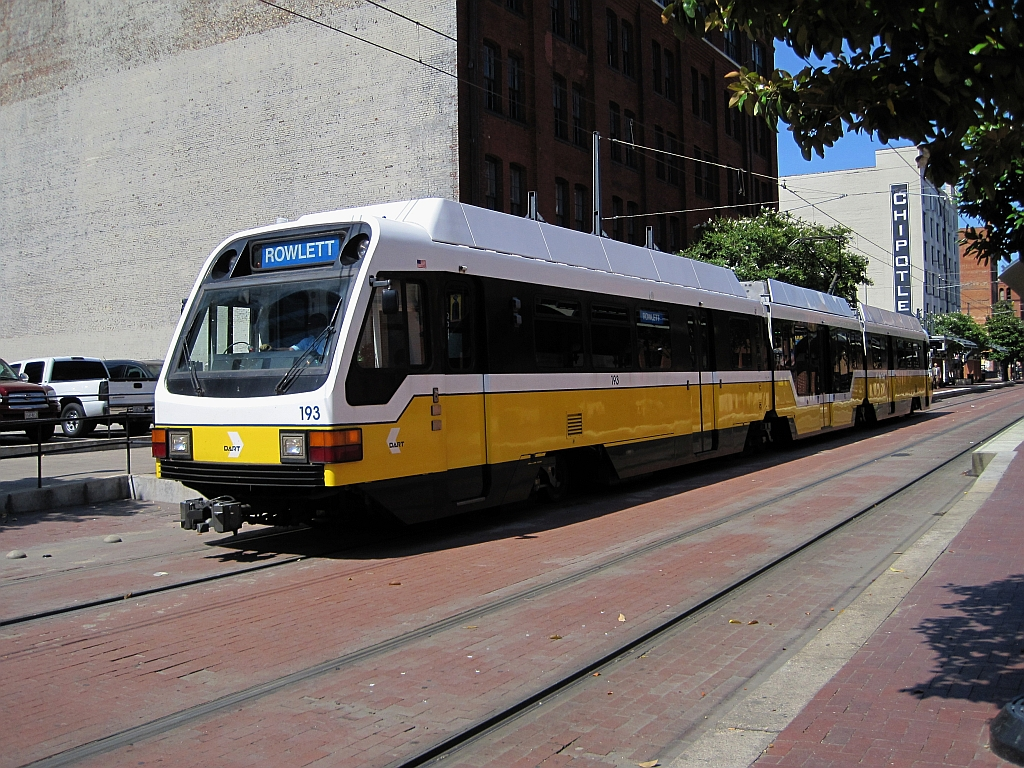
Dreiteiliger SLRV 2013

Bei den ersten neuen Stadtbahnsystemen in den USA 1981 (San Diego) wurden noch Siemens-Duewag-U2-Wagen eingeführt, die zusammen mit Hochbahnsteigen nach deutschem Muster betrieben wurden. In den folgenden Jahren schaute man nach Alternativen, und kam etwa bei der VTA Light Rail im Silicon Valley darauf, Wagen von Kinki Sharyō zu beschaffen, die sowohl von Hochbahnsteigen als auch mittels Stufen von der Straße aus betreten werden konnten.
Die erste Generation der Kinki-Sharyo-Wagen für Dallas waren zweiteilige Gelenktriebwagen mit je vier Türen pro Seite. Bei DART nannte man diese Fahrzeuge dann „LRV“ (Light Rail Vehicle – Stadtbahnfahrzeug). Die Bodenhöhe im Innenraum beträgt dabei etwa einen Meter (39,5 Inch).
Die zweite Generation war notwendig, da mit den neuen Strecken mehr Passagiere erwartet wurden. Statt einer kompletten Neubeschaffung überarbeitete man die LRV- zu „Super LRV“- oder kurz „SLRV“-Fahrzeugen. Mittels eines niederflurigen Mittelstücks verlängerte man die LRV auf dreiteilige Gelenktriebwagen mit einer Grundlänge von 37,7 Metern (123 Fuß 8 Inch). Davon können vier Fahrzeuge zusammengekuppelt werden, womit sich bis 150 Meter lange Züge ergeben würden. Da das Netz aber für eine Vierfachtraktion LRV konzipiert wurde, was eine Bahnsteig-Verlängerung auf maximal 120 m vorsieht, wird entsprechend höchstens eine Dreifachtraktion SRLV verkehren. Die niederflurigen Mittelteile erlauben mit einer Bodenhöhe von 40 cm (16 Inch) bei angepassten Bahnsteigen einen barrierefreien Zustieg.
Die SLRV wurden auch sonst modernisiert, wobei jedes Altfahrzeug für sechs Wochen in die Werkstatt musste. Der erste Prototyp eines SLRV wurde ab 2002 getestet, und ab dem 23. Juni 2008 wurden SLRV im Regelbetrieb eingesetzt. Ab 2007 begann DART auch die Bahnsteige zu verlängern, um die nun längeren Züge ohne Einschränkungen halten lassen zu können. Das sind wenigstens 75 m für die übliche Doppeltraktion der Hauptverkehrszeit. Der Umbau der Bahnsteige war 2010 abgeschlossen. Zu diesem Zeitpunkt waren 84 der alten 115 LRVs bereits überholt worden. Im August 2014 meldete DART, dass alle alten LRV modernisiert worden sind, und mit 48 zusätzlich beschafften SLRVs nun eine Flotte von 163 SLRVs im Einsatz ist.
Die SLRV sind wie die LRV 2,69 m breit, haben aber nun fünf (statt vormals vier) Türen je Seite. Auch die neue Tür im Mittelteil läuft in Türtaschen. Ein dreiteiliger SRV hat nun 96 Sitzplätze und eine Gesamt-Kapazität von 209 Passagieren. Ein SLRV ist 37,7 m lang, ein LRV war 28,3 m lang. Die SLRV beschleunigen stark mit 1,0 m/s² auf bis zu 65 mph (100 km/h). Bei den LRV gab man 70 mph (110 km/h) an. Die Bremswirkung der SLRV liegt bei 1,3 m/s². Während ein LRV drei Drehgestelle hatte, sind es beim SLRV vier – beim LRV hatten sich die beiden Wagenteile auf ein gemeinsames Drehgestell abgestützt. In der Bezeichnung sind A und B die beiden Triebwagenteile, während C das Mittelteil bezeichnet. Die Wagenteile sind unterschiedlich ausgestattet, jeweils mit Lüftung, Heizung und Kühlung. Zusammen mit Zugsicherung (ATP), Lokalisierung (GPS) und weiteren Ausbauten kommt ein Fahrzeug insgesamt auf etwa 7,3 Millionen Dollar.
Für die zukünftige Silver-Line (ab 2026) wurden bei Stadler Rail Züge beschafft, die denen für Trinity Metro entsprechen. Der Test der bei Stadler US in Salt Lake City hergestellten Züge vom Typ Stadler Flirt begann im Mai 2024.

## Fahrgastzahlen
Bei der Eröffnung 1996 waren es 1,4 Millionen Passagiere, 1997 7,97 Millionen und ab 1998 10,94 Millionen Passagiere. Danach stiegen die Fahrgastzahlen jedes Jahr um ein paar Prozent an. Nach den Eröffnungen des Grundsystems 2002 erreichten die Fahrgastzahlen 2003 ein Niveau von jährlich 17 Millionen Passagieren.
Mit der Green Line stiegen die Zahlen für 2011 auf 22,3 Millionen rauf, und ab 2014 mit der Orange Line zum Flughafen auf rund 30 Millionen Passagiere jährlich. Im Vergleich mit anderen Städten ist das immer noch niedrig. So hat die Washington Metro bei Streckenlänge und Stationszahl etwa 50 % mehr an Infrastruktur, aber transportiert täglich das sechsfache an Fahrgästen. Der Takt beträgt dort morgens auf vielen Linien nur 4 Minuten. Von mehreren Millionen Arbeitsplätzen im Großraum Dallas transportiert die Stadtbahn gerade mal 100.000 täglich. Allerdings hinken viele Vergleiche auch, da die Innenstadt von Dallas traditionell zur Hälfte aus Parkplätzen besteht, und zwischen den Hochhäusern des Business District viele eingeschossige Bauten stehen, womit die Dichte der Arbeitsplätzen also bei weitem nicht so hoch ist wie in anderen Städten. Die Stadtbahn wird tatsächlich so konzipiert, dass an den Außenästen große Parkplätze an den Stationen liegen – statt Parkgebühren in der Innenstadt zahlt man ein Ticket für die Stadtbahn, wenn man im Business District arbeitet. Rund 100.000 Fahrgäste täglich fahren auch weiterhin mit dem Bus, wobei hier ein Ticket nur die Hälfte kostet.

## Taktzeiten
Bis 2010 wurde die Stadtbahn in der Hauptverkehrszeit im Takt von 10 Minuten betrieben, in den Nebenzeiten dann im 20- oder 30-Minuten-Takt.
Mit der Eröffnung der Green Line änderte man den 10-Min-Takt auf einen 15-Min-Takt. Mittags und abends blieb man bei 20 Minuten und im Wochenendverkehr bei 30 Minuten. Durch Linienüberlagerungen entsteht dabei auf den gemeinsam befahrenen Teilstrecken ein Takt von 7½ Minuten zur Morgen-Hauptverkehrszeit. Dieser Zustand wurde auch 2017 gemeldet.
| Mo–Fr |  |  |  | 30 | 30 | 30 | 15 | 15 | 15 | 15 | 15 | 15 | 20 | 20 | 20 | 20 | 20 | 20 | 20 | 20 | 20 | 20 | 20 | 20 | 15 | 15 | 15 | 15 | 15 | 20 | 20 | 20 | 20 | 20 | 20 | 20 | 30 | 30 | 30 | 30 | 30 | 30 | 30 | 30 |  |  |
| Sa/So |  |  |  | 30 | 30 | 30 | 30 | 30 | 30 | 30 | 30 | 30 | 30 | 30 | 30 | 30 | 30 | 30 | 30 | 30 | 30 | 30 | 30 | 30 | 30 | 30 | 30 | 30 | 30 | 30 | 30 | 30 | 30 | 30 | 30 | 30 | 30 | 30 | 30 | 30 | 30 | 30 | 30 | 30 |  |  |

## Liniennetz
| \| \| \| North Carrollton/Frankford \| \| \| \| Trinity Mills (Übergang A-Train) \| \| \| \| Downtown Carrollton \| \| \| \| (Anschluss Cotton Belt Line) \| \| \| \| Framers Branch \| \| \| \| Royal Lane \| \| \| \| Walnut Hill/Denton \| \| \| \| Bachman \| \| \| \| Burbank \| \| \| \| Inwood/Love Field \| \| \| \| Southwestern Medical / Parkland \| \| \| \| Market Center \| \| \| \| Victory (Übergang Trinity RE) \| \| \| \| Westend \| \| \| \| Akard \| \| \| \| St. Paul \| \| \| \| Pearl/Arts District \| \| \| \| Deep Ellum \| \| \| \| Baylor University Medical Center \| \| \| \| Fair Park \| \| \| \| MLK Jr. \| \| \| \| Hatcher \| \| \| \| (White Rock Creek) \| \| \| \| Lawnview \| \| \| \| Lake June \| \| \| \| Buckner \| |  |                                  |                                  |
| Strecke von halblinks · U-Bahn-Kopfbahnhof Streckenanfang |  | North Carrollton/Frankford       | North Carrollton/Frankford       |
| Kopfbahnhof Streckenende · U-Bahn-Haltepunkt / Haltestelle |  | Trinity Mills (Übergang A-Train) | Trinity Mills (Übergang A-Train) |
| U-Bahn-Haltepunkt / Haltestelle |  | Downtown Carrollton              | Downtown Carrollton              |
| ehemaliger U-Bahn-Haltepunkt / Haltestelle |  | (Anschluss Cotton Belt Line)     | (Anschluss Cotton Belt Line)     |
| U-Bahn-Haltepunkt / Haltestelle |  | Framers Branch                   | Framers Branch                   |
| U-Bahn-Haltepunkt / Haltestelle |  | Royal Lane                       | Royal Lane                       |
| U-Bahn-Haltepunkt / Haltestelle |  | Walnut Hill/Denton               | Walnut Hill/Denton               |
| U-Bahn-Haltepunkt / Haltestelle |  | Bachman                          | Bachman                          |
| U-Bahn-Haltepunkt / Haltestelle |  | Burbank                          | Burbank                          |
| U-Bahn-Haltepunkt / Haltestelle |  | Inwood/Love Field                | Inwood/Love Field                |
| U-Bahn-Haltepunkt / Haltestelle |  | Southwestern Medical / Parkland  | Southwestern Medical / Parkland  |
| Strecke von halbrechts · U-Bahn-Haltepunkt / Haltestelle |  | Market Center                    | Market Center                    |
| Bahnhof · U-Bahn-Bahnhof |  | Victory (Übergang Trinity RE)    | Victory (Übergang Trinity RE)    |
| Strecke nach halbrechts · U-Bahn-Bahnhof |  | Westend                          | Westend                          |
| U-Bahn-Haltepunkt / Haltestelle |  | Akard                            | Akard                            |
| U-Bahn-Bahnhof |  | St. Paul                         | St. Paul                         |
| U-Bahn-Bahnhof |  | Pearl/Arts District              | Pearl/Arts District              |
| U-Bahn-Haltepunkt / Haltestelle |  | Deep Ellum                       | Deep Ellum                       |
| U-Bahn-Haltepunkt / Haltestelle |  | Baylor University Medical Center | Baylor University Medical Center |
| U-Bahn-Haltepunkt / Haltestelle |  | Fair Park                        | Fair Park                        |
| U-Bahn-Haltepunkt / Haltestelle |  | MLK Jr.                          | MLK Jr.                          |
| U-Bahn-Haltepunkt / Haltestelle |  | Hatcher                          | Hatcher                          |
| U-Bahn-Strecke unter Wasserlauf |  | (White Rock Creek)               | (White Rock Creek)               |
| U-Bahn-Haltepunkt / Haltestelle |  | Lawnview                         | Lawnview                         |
| U-Bahn-Haltepunkt / Haltestelle |  | Lake June                        | Lake June                        |
| U-Bahn-Kopfbahnhof Streckenende |  | Buckner                          | Buckner                          |

| Strecke von halblinks · U-Bahn-Kopfbahnhof Streckenanfang  |  | North Carrollton/Frankford       | North Carrollton/Frankford       |
| Kopfbahnhof Streckenende · U-Bahn-Haltepunkt / Haltestelle |  | Trinity Mills (Übergang A-Train) | Trinity Mills (Übergang A-Train) |
| U-Bahn-Haltepunkt / Haltestelle                            |  | Downtown Carrollton              | Downtown Carrollton              |
| ehemaliger U-Bahn-Haltepunkt / Haltestelle                 |  | (Anschluss Cotton Belt Line)     | (Anschluss Cotton Belt Line)     |
| U-Bahn-Haltepunkt / Haltestelle                            |  | Framers Branch                   | Framers Branch                   |
| U-Bahn-Haltepunkt / Haltestelle                            |  | Royal Lane                       | Royal Lane                       |
| U-Bahn-Haltepunkt / Haltestelle                            |  | Walnut Hill/Denton               | Walnut Hill/Denton               |
| U-Bahn-Haltepunkt / Haltestelle                            |  | Bachman                          | Bachman                          |
| U-Bahn-Haltepunkt / Haltestelle                            |  | Burbank                          | Burbank                          |
| U-Bahn-Haltepunkt / Haltestelle                            |  | Inwood/Love Field                | Inwood/Love Field                |
| U-Bahn-Haltepunkt / Haltestelle                            |  | Southwestern Medical / Parkland  | Southwestern Medical / Parkland  |
| Strecke von halbrechts · U-Bahn-Haltepunkt / Haltestelle   |  | Market Center                    | Market Center                    |
| Bahnhof · U-Bahn-Bahnhof                                   |  | Victory (Übergang Trinity RE)    | Victory (Übergang Trinity RE)    |
| Strecke nach halbrechts · U-Bahn-Bahnhof                   |  | Westend                          | Westend                          |
| U-Bahn-Haltepunkt / Haltestelle                            |  | Akard                            | Akard                            |
| U-Bahn-Bahnhof                                             |  | St. Paul                         | St. Paul                         |
| U-Bahn-Bahnhof                                             |  | Pearl/Arts District              | Pearl/Arts District              |
| U-Bahn-Haltepunkt / Haltestelle                            |  | Deep Ellum                       | Deep Ellum                       |
| U-Bahn-Haltepunkt / Haltestelle                            |  | Baylor University Medical Center | Baylor University Medical Center |
| U-Bahn-Haltepunkt / Haltestelle                            |  | Fair Park                        | Fair Park                        |
| U-Bahn-Haltepunkt / Haltestelle                            |  | MLK Jr.                          | MLK Jr.                          |
| U-Bahn-Haltepunkt / Haltestelle                            |  | Hatcher                          | Hatcher                          |
| U-Bahn-Strecke unter Wasserlauf                            |  | (White Rock Creek)               | (White Rock Creek)               |
| U-Bahn-Haltepunkt / Haltestelle                            |  | Lawnview                         | Lawnview                         |
| U-Bahn-Haltepunkt / Haltestelle                            |  | Lake June                        | Lake June                        |
| U-Bahn-Kopfbahnhof Streckenende                            |  | Buckner                          | Buckner                          |

| \| \| \| DFW Airport \| \| \| \| \| (DFW North) \| \| \| \| \| Belt Line \| \| \| \| \| North Lake College \| \| \| \| \| (Carpenter Ranch) \| \| \| \| \| Irving Convention Center \| \| \| \| \| Las Colinas Urban Center \| \| \| \| \| (South Las Collinas) \| \| \| \| \| University of Dallas \| \| \| \| \| (Trinity River) \| \| \| \| \| Bachman \| \| \| \| \| Burbank \| \| \| \| \| Inwood/Love Field \| \| \| \| \| Southwestern Medical / Parkland \| \| \| \| \| Market Center \| \| \| \| \| Victory (Übergang Trinity RE) \| \| \| \| \| Westend \| \| \| \| \| Akard \| \| \| \| \| St. Paul \| \| \| \| \| Pearl/Arts District \| \| \| \| \| \| \| \| \| \| Deep Ellum \| \| \| \| \| Baylor Medical Center \| \| \| \| \| Fair Park \| \| \| \| \| MLK Jr. \| \| \| \| \| Hatcher \| \| \| \| \| (White Rock Creek) \| \| \| \| \| Lawnview \| \| \| \| \| Cityplace/Uptown \| \| \| \| \| Mockingbird \| \| \| \| \| Lovers Lane \| \| \| \| \| Park Lane \| \| \| \| \| Walnut Hill \| \| \| \| \| (White Rock Creek) \| \| \| \| \| Forest Lane \| \| \| \| \| LBJ/Central \| \| \| \| \| Spring Valley \| \| \| \| \| Arapaho Center \| \| \| \| \| Gatalyn Park \| \| \| \| \| CityLine/Bush \| \| \| \| \| (12th Street) \| \| \| \| \| Downtown Plano \| \| \| \| \| Parker Road \| \| |  |                                 |                                 |
| U-Bahn-Kopfbahnhof Streckenanfang |  | DFW Airport                     | DFW Airport                     |
| U-Bahn-Strecke nach halblinks |  | (DFW North)                     | (DFW North)                     |
| U-Bahn-Bahnhof |  | Belt Line                       | Belt Line                       |
| U-Bahn-Haltepunkt / Haltestelle |  | North Lake College              | North Lake College              |
| ehemaliger U-Bahn-Haltepunkt / Haltestelle |  | (Carpenter Ranch)               | (Carpenter Ranch)               |
| U-Bahn-Haltepunkt / Haltestelle |  | Irving Convention Center        | Irving Convention Center        |
| U-Bahn-Haltepunkt / Haltestelle |  | Las Colinas Urban Center        | Las Colinas Urban Center        |
| ehemaliger U-Bahn-Haltepunkt / Haltestelle |  | (South Las Collinas)            | (South Las Collinas)            |
| U-Bahn-Haltepunkt / Haltestelle |  | University of Dallas            | University of Dallas            |
| U-Bahn-Strecke unter Wasserlauf |  | (Trinity River)                 | (Trinity River)                 |
| U-Bahn-Haltepunkt / Haltestelle |  | Bachman                         | Bachman                         |
| U-Bahn-Haltepunkt / Haltestelle |  | Burbank                         | Burbank                         |
| U-Bahn-Haltepunkt / Haltestelle |  | Inwood/Love Field               | Inwood/Love Field               |
| U-Bahn-Haltepunkt / Haltestelle |  | Southwestern Medical / Parkland | Southwestern Medical / Parkland |
| Strecke von halbrechts · U-Bahn-Haltepunkt / Haltestelle |  | Market Center                   | Market Center                   |
| Bahnhof · U-Bahn-Bahnhof |  | Victory (Übergang Trinity RE)   | Victory (Übergang Trinity RE)   |
| Strecke nach halbrechts · U-Bahn-Bahnhof |  | Westend                         | Westend                         |
| U-Bahn-Haltepunkt / Haltestelle |  | Akard                           | Akard                           |
| U-Bahn-Bahnhof |  | St. Paul                        | St. Paul                        |
| U-Bahn-Bahnhof |  | Pearl/Arts District             | Pearl/Arts District             |
| U-Bahn-Strecke von links · U-Bahn-Abzweig geradeaus, nach rechts und von rechts |  |                                 |                                 |
| U-Bahn-Haltepunkt / Haltestelle · U-Bahn-Strecke |  | Deep Ellum                      | Deep Ellum                      |
| U-Bahn-Haltepunkt / Haltestelle · U-Bahn-Strecke |  | Baylor Medical Center           | Baylor Medical Center           |
| U-Bahn-Haltepunkt / Haltestelle · U-Bahn-Strecke |  | Fair Park                       | Fair Park                       |
| U-Bahn-Haltepunkt / Haltestelle · U-Bahn-Strecke |  | MLK Jr.                         | MLK Jr.                         |
| U-Bahn-Haltepunkt / Haltestelle · U-Bahn-Strecke |  | Hatcher                         | Hatcher                         |
| U-Bahn-Strecke unter Wasserlauf · U-Bahn-Strecke |  | (White Rock Creek)              | (White Rock Creek)              |
| U-Bahn-Kopfbahnhof Streckenende · U-Bahn-Strecke |  | Lawnview                        | Lawnview                        |
| U-Bahn-Haltepunkt / Haltestelle (im Tunnel) |  | Cityplace/Uptown                | Cityplace/Uptown                |
| U-Bahn-Haltepunkt / Haltestelle |  | Mockingbird                     | Mockingbird                     |
| U-Bahn-Haltepunkt / Haltestelle |  | Lovers Lane                     | Lovers Lane                     |
| U-Bahn-Haltepunkt / Haltestelle |  | Park Lane                       | Park Lane                       |
| U-Bahn-Haltepunkt / Haltestelle |  | Walnut Hill                     | Walnut Hill                     |
| U-Bahn-Strecke unter Wasserlauf |  | (White Rock Creek)              | (White Rock Creek)              |
| U-Bahn-Haltepunkt / Haltestelle |  | Forest Lane                     | Forest Lane                     |
| U-Bahn-Haltepunkt / Haltestelle |  | LBJ/Central                     | LBJ/Central                     |
| U-Bahn-Haltepunkt / Haltestelle |  | Spring Valley                   | Spring Valley                   |
| U-Bahn-Haltepunkt / Haltestelle |  | Arapaho Center                  | Arapaho Center                  |
| U-Bahn-Haltepunkt / Haltestelle |  | Gatalyn Park                    | Gatalyn Park                    |
| U-Bahn-Haltepunkt / Haltestelle |  | CityLine/Bush                   | CityLine/Bush                   |
| ehemaliger U-Bahn-Haltepunkt / Haltestelle |  | (12th Street)                   | (12th Street)                   |
| U-Bahn-Haltepunkt / Haltestelle |  | Downtown Plano                  | Downtown Plano                  |
| U-Bahn-Kopfbahnhof Streckenende |  | Parker Road                     | Parker Road                     |

| U-Bahn-Kopfbahnhof Streckenanfang                                               |  | DFW Airport                     | DFW Airport                     |
| U-Bahn-Strecke nach halblinks                                                   |  | (DFW North)                     | (DFW North)                     |
| U-Bahn-Bahnhof                                                                  |  | Belt Line                       | Belt Line                       |
| U-Bahn-Haltepunkt / Haltestelle                                                 |  | North Lake College              | North Lake College              |
| ehemaliger U-Bahn-Haltepunkt / Haltestelle                                      |  | (Carpenter Ranch)               | (Carpenter Ranch)               |
| U-Bahn-Haltepunkt / Haltestelle                                                 |  | Irving Convention Center        | Irving Convention Center        |
| U-Bahn-Haltepunkt / Haltestelle                                                 |  | Las Colinas Urban Center        | Las Colinas Urban Center        |
| ehemaliger U-Bahn-Haltepunkt / Haltestelle                                      |  | (South Las Collinas)            | (South Las Collinas)            |
| U-Bahn-Haltepunkt / Haltestelle                                                 |  | University of Dallas            | University of Dallas            |
| U-Bahn-Strecke unter Wasserlauf                                                 |  | (Trinity River)                 | (Trinity River)                 |
| U-Bahn-Haltepunkt / Haltestelle                                                 |  | Bachman                         | Bachman                         |
| U-Bahn-Haltepunkt / Haltestelle                                                 |  | Burbank                         | Burbank                         |
| U-Bahn-Haltepunkt / Haltestelle                                                 |  | Inwood/Love Field               | Inwood/Love Field               |
| U-Bahn-Haltepunkt / Haltestelle                                                 |  | Southwestern Medical / Parkland | Southwestern Medical / Parkland |
| Strecke von halbrechts · U-Bahn-Haltepunkt / Haltestelle                        |  | Market Center                   | Market Center                   |
| Bahnhof · U-Bahn-Bahnhof                                                        |  | Victory (Übergang Trinity RE)   | Victory (Übergang Trinity RE)   |
| Strecke nach halbrechts · U-Bahn-Bahnhof                                        |  | Westend                         | Westend                         |
| U-Bahn-Haltepunkt / Haltestelle                                                 |  | Akard                           | Akard                           |
| U-Bahn-Bahnhof                                                                  |  | St. Paul                        | St. Paul                        |
| U-Bahn-Bahnhof                                                                  |  | Pearl/Arts District             | Pearl/Arts District             |
| U-Bahn-Strecke von links · U-Bahn-Abzweig geradeaus, nach rechts und von rechts |  |                                 |                                 |
| U-Bahn-Haltepunkt / Haltestelle · U-Bahn-Strecke                                |  | Deep Ellum                      | Deep Ellum                      |
| U-Bahn-Haltepunkt / Haltestelle · U-Bahn-Strecke                                |  | Baylor Medical Center           | Baylor Medical Center           |
| U-Bahn-Haltepunkt / Haltestelle · U-Bahn-Strecke                                |  | Fair Park                       | Fair Park                       |
| U-Bahn-Haltepunkt / Haltestelle · U-Bahn-Strecke                                |  | MLK Jr.                         | MLK Jr.                         |
| U-Bahn-Haltepunkt / Haltestelle · U-Bahn-Strecke                                |  | Hatcher                         | Hatcher                         |
| U-Bahn-Strecke unter Wasserlauf · U-Bahn-Strecke                                |  | (White Rock Creek)              | (White Rock Creek)              |
| U-Bahn-Kopfbahnhof Streckenende · U-Bahn-Strecke                                |  | Lawnview                        | Lawnview                        |
| U-Bahn-Haltepunkt / Haltestelle (im Tunnel)                                     |  | Cityplace/Uptown                | Cityplace/Uptown                |
| U-Bahn-Haltepunkt / Haltestelle                                                 |  | Mockingbird                     | Mockingbird                     |
| U-Bahn-Haltepunkt / Haltestelle                                                 |  | Lovers Lane                     | Lovers Lane                     |
| U-Bahn-Haltepunkt / Haltestelle                                                 |  | Park Lane                       | Park Lane                       |
| U-Bahn-Haltepunkt / Haltestelle                                                 |  | Walnut Hill                     | Walnut Hill                     |
| U-Bahn-Strecke unter Wasserlauf                                                 |  | (White Rock Creek)              | (White Rock Creek)              |
| U-Bahn-Haltepunkt / Haltestelle                                                 |  | Forest Lane                     | Forest Lane                     |
| U-Bahn-Haltepunkt / Haltestelle                                                 |  | LBJ/Central                     | LBJ/Central                     |
| U-Bahn-Haltepunkt / Haltestelle                                                 |  | Spring Valley                   | Spring Valley                   |
| U-Bahn-Haltepunkt / Haltestelle                                                 |  | Arapaho Center                  | Arapaho Center                  |
| U-Bahn-Haltepunkt / Haltestelle                                                 |  | Gatalyn Park                    | Gatalyn Park                    |
| U-Bahn-Haltepunkt / Haltestelle                                                 |  | CityLine/Bush                   | CityLine/Bush                   |
| ehemaliger U-Bahn-Haltepunkt / Haltestelle                                      |  | (12th Street)                   | (12th Street)                   |
| U-Bahn-Haltepunkt / Haltestelle                                                 |  | Downtown Plano                  | Downtown Plano                  |
| U-Bahn-Kopfbahnhof Streckenende                                                 |  | Parker Road                     | Parker Road                     |

| \| \| \| Westmoreland \| \| \| \| Hampton \| \| \| \| Tyler/Vernon \| \| \| \| Dallas Zoo \| \| \| \| 8th & Corinth \| \| \| \| (Trinity River) \| \| \| \| Cedars \| \| \| \| Convention Center \| \| \| \| Union Station (mit Trinity RE) \| \| \| \| Westend \| \| \| \| Akard \| \| \| \| St. Paul \| \| \| \| Pearl/Arts District \| \| \| \| Cityplace/Uptown \| \| \| \| (Knox-Henderson) \| \| \| \| Mockingbird \| \| \| \| Lovers Lane \| \| \| \| Park Lane \| \| \| \| Walnut Hill \| \| \| \| (White Rock Creek) \| \| \| \| Forest Lane \| \| \| \| LBJ/Central \| \| \| \| FSpring Valley \| \| \| \| Arapaho Center \| \| \| \| Gatalyn Park \| \| \| \| CityLine/Bush \| \| \| \| 12th Street \| \| \| \| Downtown Plano \| \| \| \| Parker Road \| |  |                                |                                |
| U-Bahn-Kopfbahnhof Streckenanfang |  | Westmoreland                   | Westmoreland                   |
| U-Bahn-Haltepunkt / Haltestelle |  | Hampton                        | Hampton                        |
| U-Bahn-Haltepunkt / Haltestelle |  | Tyler/Vernon                   | Tyler/Vernon                   |
| U-Bahn-Haltepunkt / Haltestelle |  | Dallas Zoo                     | Dallas Zoo                     |
| U-Bahn-Haltepunkt / Haltestelle |  | 8th & Corinth                  | 8th & Corinth                  |
| U-Bahn-Strecke unter Wasserlauf |  | (Trinity River)                | (Trinity River)                |
| U-Bahn-Haltepunkt / Haltestelle |  | Cedars                         | Cedars                         |
| Strecke von halbrechts · U-Bahn-Haltepunkt / Haltestelle |  | Convention Center              | Convention Center              |
| Bahnhof · U-Bahn-Bahnhof |  | Union Station (mit Trinity RE) | Union Station (mit Trinity RE) |
| Strecke nach halbrechts · U-Bahn-Bahnhof |  | Westend                        | Westend                        |
| U-Bahn-Haltepunkt / Haltestelle |  | Akard                          | Akard                          |
| U-Bahn-Bahnhof |  | St. Paul                       | St. Paul                       |
| U-Bahn-Bahnhof |  | Pearl/Arts District            | Pearl/Arts District            |
| U-Bahn-Haltepunkt / Haltestelle (im Tunnel) |  | Cityplace/Uptown               | Cityplace/Uptown               |
| ehemaliger U-Bahn-Haltepunkt / Haltestelle (im Tunnel) |  | (Knox-Henderson)               | (Knox-Henderson)               |
| U-Bahn-Haltepunkt / Haltestelle |  | Mockingbird                    | Mockingbird                    |
| U-Bahn-Haltepunkt / Haltestelle |  | Lovers Lane                    | Lovers Lane                    |
| U-Bahn-Haltepunkt / Haltestelle |  | Park Lane                      | Park Lane                      |
| U-Bahn-Haltepunkt / Haltestelle |  | Walnut Hill                    | Walnut Hill                    |
| U-Bahn-Strecke unter Wasserlauf |  | (White Rock Creek)             | (White Rock Creek)             |
| U-Bahn-Haltepunkt / Haltestelle |  | Forest Lane                    | Forest Lane                    |
| U-Bahn-Haltepunkt / Haltestelle |  | LBJ/Central                    | LBJ/Central                    |
| U-Bahn-Haltepunkt / Haltestelle |  | FSpring Valley                 | FSpring Valley                 |
| U-Bahn-Haltepunkt / Haltestelle |  | Arapaho Center                 | Arapaho Center                 |
| U-Bahn-Haltepunkt / Haltestelle |  | Gatalyn Park                   | Gatalyn Park                   |
| U-Bahn-Haltepunkt / Haltestelle |  | CityLine/Bush                  | CityLine/Bush                  |
| U-Bahn-Haltepunkt / Haltestelle |  | 12th Street                    | 12th Street                    |
| U-Bahn-Haltepunkt / Haltestelle |  | Downtown Plano                 | Downtown Plano                 |
| U-Bahn-Kopfbahnhof Streckenende |  | Parker Road                    | Parker Road                    |

| U-Bahn-Kopfbahnhof Streckenanfang                        |  | Westmoreland                   | Westmoreland                   |
| U-Bahn-Haltepunkt / Haltestelle                          |  | Hampton                        | Hampton                        |
| U-Bahn-Haltepunkt / Haltestelle                          |  | Tyler/Vernon                   | Tyler/Vernon                   |
| U-Bahn-Haltepunkt / Haltestelle                          |  | Dallas Zoo                     | Dallas Zoo                     |
| U-Bahn-Haltepunkt / Haltestelle                          |  | 8th & Corinth                  | 8th & Corinth                  |
| U-Bahn-Strecke unter Wasserlauf                          |  | (Trinity River)                | (Trinity River)                |
| U-Bahn-Haltepunkt / Haltestelle                          |  | Cedars                         | Cedars                         |
| Strecke von halbrechts · U-Bahn-Haltepunkt / Haltestelle |  | Convention Center              | Convention Center              |
| Bahnhof · U-Bahn-Bahnhof                                 |  | Union Station (mit Trinity RE) | Union Station (mit Trinity RE) |
| Strecke nach halbrechts · U-Bahn-Bahnhof                 |  | Westend                        | Westend                        |
| U-Bahn-Haltepunkt / Haltestelle                          |  | Akard                          | Akard                          |
| U-Bahn-Bahnhof                                           |  | St. Paul                       | St. Paul                       |
| U-Bahn-Bahnhof                                           |  | Pearl/Arts District            | Pearl/Arts District            |
| U-Bahn-Haltepunkt / Haltestelle (im Tunnel)              |  | Cityplace/Uptown               | Cityplace/Uptown               |
| ehemaliger U-Bahn-Haltepunkt / Haltestelle (im Tunnel)   |  | (Knox-Henderson)               | (Knox-Henderson)               |
| U-Bahn-Haltepunkt / Haltestelle                          |  | Mockingbird                    | Mockingbird                    |
| U-Bahn-Haltepunkt / Haltestelle                          |  | Lovers Lane                    | Lovers Lane                    |
| U-Bahn-Haltepunkt / Haltestelle                          |  | Park Lane                      | Park Lane                      |
| U-Bahn-Haltepunkt / Haltestelle                          |  | Walnut Hill                    | Walnut Hill                    |
| U-Bahn-Strecke unter Wasserlauf                          |  | (White Rock Creek)             | (White Rock Creek)             |
| U-Bahn-Haltepunkt / Haltestelle                          |  | Forest Lane                    | Forest Lane                    |
| U-Bahn-Haltepunkt / Haltestelle                          |  | LBJ/Central                    | LBJ/Central                    |
| U-Bahn-Haltepunkt / Haltestelle                          |  | FSpring Valley                 | FSpring Valley                 |
| U-Bahn-Haltepunkt / Haltestelle                          |  | Arapaho Center                 | Arapaho Center                 |
| U-Bahn-Haltepunkt / Haltestelle                          |  | Gatalyn Park                   | Gatalyn Park                   |
| U-Bahn-Haltepunkt / Haltestelle                          |  | CityLine/Bush                  | CityLine/Bush                  |
| U-Bahn-Haltepunkt / Haltestelle                          |  | 12th Street                    | 12th Street                    |
| U-Bahn-Haltepunkt / Haltestelle                          |  | Downtown Plano                 | Downtown Plano                 |
| U-Bahn-Kopfbahnhof Streckenende                          |  | Parker Road                    | Parker Road                    |

| \| \| \| UNT Dallas \| \| \| \| \| Camp Wisdom \| \| \| \| \| Ledbetter \| \| \| \| \| VA Medical Center \| \| \| \| \| Kiest \| \| \| \| \| Illinois \| \| \| \| \| Morell \| \| \| \| \| 8th & Corinth \| \| \| \| \| (Trinity River) \| \| \| \| \| Cedars \| \| \| \| \| Convention Center \| \| \| \| \| Union Station (mit Trinity RE) \| \| \| \| \| Westend \| \| \| \| \| Akard \| \| \| \| \| St. Paul \| \| \| \| \| Pearl/Arts District \| \| \| \| \| Cityplace/Uptown \| \| \| \| \| (Knox-Henderson) \| \| \| \| \| Mockingbird \| \| \| \| \| White Rock \| \| \| \| \| Lake Highlands \| \| \| \| \| LBJ/Skillman \| \| \| \| \| Forest/Jupiter \| \| \| \| \| Downtown Garland \| \| \| \| \| \| \| \| \| \| Downtown Rowlett \| \| |  |                                |                                |
| U-Bahn-Kopfbahnhof Streckenanfang |  | UNT Dallas                     | UNT Dallas                     |
| U-Bahn-Haltepunkt / Haltestelle |  | Camp Wisdom                    | Camp Wisdom                    |
| U-Bahn-Haltepunkt / Haltestelle |  | Ledbetter                      | Ledbetter                      |
| U-Bahn-Haltepunkt / Haltestelle |  | VA Medical Center              | VA Medical Center              |
| U-Bahn-Haltepunkt / Haltestelle |  | Kiest                          | Kiest                          |
| U-Bahn-Haltepunkt / Haltestelle |  | Illinois                       | Illinois                       |
| U-Bahn-Haltepunkt / Haltestelle |  | Morell                         | Morell                         |
| U-Bahn-Haltepunkt / Haltestelle |  | 8th & Corinth                  | 8th & Corinth                  |
| U-Bahn-Strecke unter Wasserlauf |  | (Trinity River)                | (Trinity River)                |
| U-Bahn-Haltepunkt / Haltestelle |  | Cedars                         | Cedars                         |
| Strecke von halbrechts · U-Bahn-Haltepunkt / Haltestelle |  | Convention Center              | Convention Center              |
| Bahnhof · U-Bahn-Bahnhof |  | Union Station (mit Trinity RE) | Union Station (mit Trinity RE) |
| Strecke nach halbrechts · U-Bahn-Bahnhof |  | Westend                        | Westend                        |
| U-Bahn-Haltepunkt / Haltestelle |  | Akard                          | Akard                          |
| U-Bahn-Bahnhof |  | St. Paul                       | St. Paul                       |
| U-Bahn-Bahnhof |  | Pearl/Arts District            | Pearl/Arts District            |
| U-Bahn-Haltepunkt / Haltestelle (im Tunnel) |  | Cityplace/Uptown               | Cityplace/Uptown               |
| ehemaliger U-Bahn-Haltepunkt / Haltestelle (im Tunnel) |  | (Knox-Henderson)               | (Knox-Henderson)               |
| U-Bahn-Haltepunkt / Haltestelle |  | Mockingbird                    | Mockingbird                    |
| U-Bahn-Haltepunkt / Haltestelle |  | White Rock                     | White Rock                     |
| U-Bahn-Haltepunkt / Haltestelle |  | Lake Highlands                 | Lake Highlands                 |
| U-Bahn-Haltepunkt / Haltestelle |  | LBJ/Skillman                   | LBJ/Skillman                   |
| U-Bahn-Haltepunkt / Haltestelle |  | Forest/Jupiter                 | Forest/Jupiter                 |
| U-Bahn-Haltepunkt / Haltestelle |  | Downtown Garland               | Downtown Garland               |
| U-Bahn-Strecke |  |                                |                                |
| U-Bahn-Kopfbahnhof Streckenende |  | Downtown Rowlett               | Downtown Rowlett               |

| U-Bahn-Kopfbahnhof Streckenanfang                        |  | UNT Dallas                     | UNT Dallas                     |
| U-Bahn-Haltepunkt / Haltestelle                          |  | Camp Wisdom                    | Camp Wisdom                    |
| U-Bahn-Haltepunkt / Haltestelle                          |  | Ledbetter                      | Ledbetter                      |
| U-Bahn-Haltepunkt / Haltestelle                          |  | VA Medical Center              | VA Medical Center              |
| U-Bahn-Haltepunkt / Haltestelle                          |  | Kiest                          | Kiest                          |
| U-Bahn-Haltepunkt / Haltestelle                          |  | Illinois                       | Illinois                       |
| U-Bahn-Haltepunkt / Haltestelle                          |  | Morell                         | Morell                         |
| U-Bahn-Haltepunkt / Haltestelle                          |  | 8th & Corinth                  | 8th & Corinth                  |
| U-Bahn-Strecke unter Wasserlauf                          |  | (Trinity River)                | (Trinity River)                |
| U-Bahn-Haltepunkt / Haltestelle                          |  | Cedars                         | Cedars                         |
| Strecke von halbrechts · U-Bahn-Haltepunkt / Haltestelle |  | Convention Center              | Convention Center              |
| Bahnhof · U-Bahn-Bahnhof                                 |  | Union Station (mit Trinity RE) | Union Station (mit Trinity RE) |
| Strecke nach halbrechts · U-Bahn-Bahnhof                 |  | Westend                        | Westend                        |
| U-Bahn-Haltepunkt / Haltestelle                          |  | Akard                          | Akard                          |
| U-Bahn-Bahnhof                                           |  | St. Paul                       | St. Paul                       |
| U-Bahn-Bahnhof                                           |  | Pearl/Arts District            | Pearl/Arts District            |
| U-Bahn-Haltepunkt / Haltestelle (im Tunnel)              |  | Cityplace/Uptown               | Cityplace/Uptown               |
| ehemaliger U-Bahn-Haltepunkt / Haltestelle (im Tunnel)   |  | (Knox-Henderson)               | (Knox-Henderson)               |
| U-Bahn-Haltepunkt / Haltestelle                          |  | Mockingbird                    | Mockingbird                    |
| U-Bahn-Haltepunkt / Haltestelle                          |  | White Rock                     | White Rock                     |
| U-Bahn-Haltepunkt / Haltestelle                          |  | Lake Highlands                 | Lake Highlands                 |
| U-Bahn-Haltepunkt / Haltestelle                          |  | LBJ/Skillman                   | LBJ/Skillman                   |
| U-Bahn-Haltepunkt / Haltestelle                          |  | Forest/Jupiter                 | Forest/Jupiter                 |
| U-Bahn-Haltepunkt / Haltestelle                          |  | Downtown Garland               | Downtown Garland               |
| U-Bahn-Strecke                                           |  |                                |                                |
| U-Bahn-Kopfbahnhof Streckenende                          |  | Downtown Rowlett               | Downtown Rowlett               |

## Hinweise
- Von konservativer Seite wird DART als Prestigeobjekt beschrieben, das bei Bau und Betrieb stark bezuschusst wird. Bei der Tageskarte von 6 Dollar fehlen eigentlich noch 10 Dollar zur Kostendeckung. Dennoch investiert die Stadt jährlich über hundert Millionen Dollar in den Ausbau, was damit begründet wird, dass entlang der Stationen, gerade in der Innenstadt, ein wirtschaftlicher Aufschwung stattfindet, der das Geld wieder einbringt.
- Entlang der als Museumsstraßenbahn konzipierten M-Line hat in Uptown nördlich des Business Districts / Geschäftsviertels ein erheblicher wirtschaftlicher Aufschwung stattgefunden. Entsprechend wird an der Rückkehr einer echten Straßenbahn in den Downtown Business District gearbeitet. Ein Teilstück südlich über die Union Station hinweg existiert schon. Die M-Line startet an der Stadtbahn-Station St. Paul, wo auch der Übergang zur Straßenbahn Dallas geplant ist.
- Beim Bohren des Tunnels vom Ostende der Stammstrecke nach Norden wurde zwar die Station Cityplace eingerichtet (später mit der Entwicklung von Uptown umbenannt in Cityplace/Uptown). Es wurde aber eigentlich auch schon der Rohbau für die Tunnelstation Knox-Henderson erstellt. Es ist ein jahrzehntelanges Politikum in der Stadt, wann die Station als Stadtbahn-Halt ausgebaut wird. Sie ist auch aktuell (2019) in keinen Planungen enthalten.[20]